# Catedral de Jesús Misericordioso (Vítebsk)
La Catedral de Jesús Misericordioso (en bielorruso:  Кафедральны сабор Ісуса Міласэрнага) Es el nombre que recibe un edificio religioso que se encuentra ubicado en Vítebsk una localidad de Bielorrusia.
El templo sigue el rito romano o latino y sirve como la catedral de la diócesis de Vítebsk (Dioecesis Vitebscensis o Віцебскай дыяцэзіі) que fue creada en 1999 mediante la bula "Ad aptius consulendum" por el Papa Juan Pablo II. 
La colocación de la primera piedra tuvo lugar en 2004. La iglesia, dedicada a Jesús Misericordioso en octubre de 2009, fue elevada a la catedral por el Papa Benedicto XVI el 18 de junio de 2011. Con motivo del 30 aniversario de la elección del Papa Juan Pablo II, los católicos polacos donaron a la diócesis un monumento que representa al Papa colocado fuera de la catedral. 